# Cape Breton Oilers
Die Cape Breton Oilers waren ein kanadisches Eishockeyfranchise der American Hockey League aus Sydney in der Provinz Nova Scotia. Die Spielstätte der Cape Breton Oilers war das Centre 200.

## Geschichte
Die Cape Breton Oilers wurden 1988 als neues Farmteam der Edmonton Oilers aus der National Hockey League gegründet. Sie waren die Nachfolger der Nova Scotia Oilers. Das Team übernahm sowohl ein ähnliches Logo, als auch Trikotdesign von Edmonton. Der größte Erfolg der Mannschaft war der Gewinn des Calder Cup in der Saison 1992/93. In den Playoffs erreichte der Oilers-Spieler Bill McDougall einen Rekord im professionellen Eishockey mit 52 Punkten in 16 Spielen (davon 26 Tore).
Im Jahr 1996 wurde das Team nach acht Jahren in der AHL nach Hamilton in die Provinz Ontario umgesiedelt und in Hamilton Bulldogs umbenannt.

## Saisonstatistik
Abkürzungen: GP = Spiele, W = Siege, L = Niederlagen, T = Unentschieden, OTL = Niederlagen nach Overtime SOL = Niederlagen nach Shootout, Pts = Punkte, GF = Erzielte Tore, GA = Gegentore, PIM = Strafminuten
| Saison  | GP  | W   | L   | T  | OTL | Pts | GF   | GA   | Platz        | Playoffs                                                                                  |
| 1988/89 | 80  | 27  | 47  | 6  | —   | 60  | 308  | 388  | 7., North    | nicht qualifiziert                                                                        |
| 1989/90 | 80  | 39  | 34  | 7  | —   | 85  | 317  | 306  | 2., North    | verlor 2:4 in der ersten Runde gg. Springfield Indians                                    |
| 1990/91 | 80  | 41  | 31  | 8  | —   | 90  | 306  | 301  | 2., North    | verlor 0:4 in der ersten Runde gg. Moncton Hawks                                          |
| 1991/92 | 80  | 36  | 34  | 10 | —   | 82  | 336  | 330  | 3., Atlantic | verlor 1:4 in der ersten Runde gg. St. John’s Maple Leafs                                 |
| 1992/93 | 80  | 36  | 32  | 12 | —   | 84  | 356  | 336  | 3., Atlantic | gewonnen 4:1 im Finale gg. Rochester Americans                                            |
| 1993/94 | 80  | 32  | 35  | 13 | —   | 77  | 316  | 339  | 4., Atlantic | verlor 1:4 in der ersten Runde gg. St. John’s Maple Leafs                                 |
| 1994/95 | 80  | 27  | 44  | 9  | —   | 63  | 298  | 342  | 5., Atlantic | nicht qualifiziert                                                                        |
| 1995/96 | 80  | 33  | 40  | 3  | 4   | 73  | 290  | 323  | 5., Atlantic | nicht qualifiziert                                                                        |
| Gesamt  | 640 | 271 | 297 | 68 | 4   | 614 | 2527 | 2665 |              | 5 Playoff-Teilnahmen 5 Serien: 4 Siege, 4 Niederlagen 36 Spiele: 18 Siege, 18 Niederlagen |

## Team-Rekorde

### Karriererekorde
Spiele: 366  Dan Currie
Tore: 219  Dan Currie
Assists: 307  Shaun Van Allen
Punkte: 432  Shaun Van Allen
Strafminuten: 969  Dennis Bonvie
Shutouts: 3  Jason Fitzsimmons